# Pierre Marc de Voyer de Paulmy d'Argenson
Pour les autres membres de la famille, voir Famille d'Argenson.
Gaston Marie Marc Pierre de Voyer de Paulmy, « comte » d'Argenson (° 9 mars 1877 - Paris VIIe † Mort pour la France le 30 avril 1915 - Pilkem, Boezinge, Ypres (Belgique)), est un militaire et homme politique français des XIXe et XXe siècles.

## Biographie

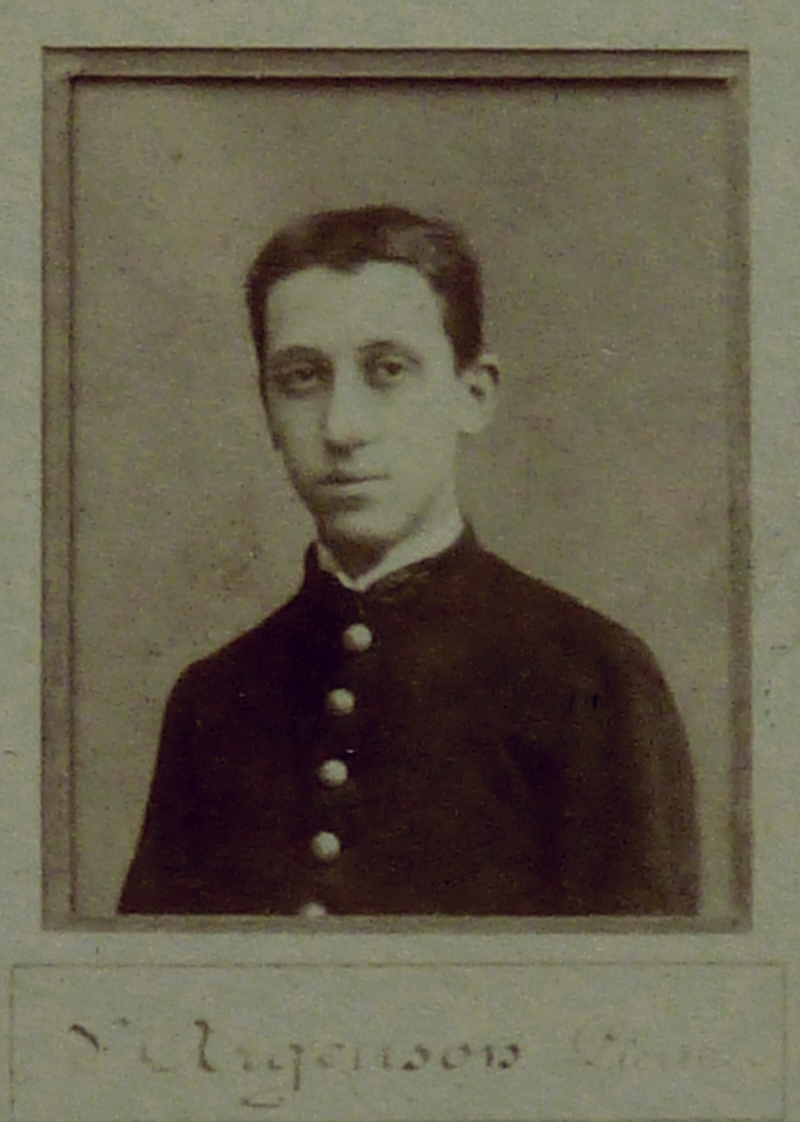
Pierre d'Argenson en 1894 au Collège Stanislas.

Descendant de la famille d'Argenson, vieille maison de Touraine qui donne à la France nombre de baillis, ambassadeurs, magistrats, hommes politiques, etc., le comte Pierre d'Argenson est fils de Marc-René Marie de Voyer de Paulmy d'Argenson (1836-1897), 6e marquis d'Argenson et de Marie, Elisabeth, Charlotte d'Argout.
Il fait ses études secondaires au collège Stanislas, est présenté au Concours Général en 1894 puis entre à l'École spéciale militaire de Saint-Cyr en 1897.
Il est maire des Ormes et conseiller général de la Vienne lorsqu'il est élu député de Châtellerault aux élections générales du 8 mai 1910, au 2e tour de scrutin, battant Frédéric Godet, député sortant. Pendant ses quatre années de mandat, son activité politique est extrêmement réduite, tout au moins en apparence, car il ne participe à aucune discussion. Il est inscrit à l'Union républicaine et siège à la Commission de l'administration, des cultes et de la décentralisation.
Aux élections générales de 1914, Frédéric Godet lui reprend son siège.
Lorsqu'éclate la guerre, Pierre d'Argenson, ancien saint-Cyrien (1897-1899, promotion de Bourbaki) qui appartenait à l'armée territoriale en qualité de capitaine de réserve, demande à passer dans l'armée active et est affecté au 32e régiment d'infanterie. Il est tué à l'ennemi à Pilkem en Belgique, le 30 avril 1915 au moment où d'après sa citation à l'ordre de l'armée, il venait d'enlever une tranchée fortement organisée.
M. S. Hervieu  a écrit une plaquette intitulée À la Mémoire de M. le Comte de Voyer d'Argenson (Poitiers, 1915) dans laquelle il le présente comme ayant toujours rempli ses fonctions avec un admirable dévouement.

## Ascendance et postérité
Fils cadet de Marc René Marie de Voyer de Paulmy (° 2 juin 1836 † 11 juillet 1897), 6e marquis d'Argenson (1862), et de Marie Elisabeth Charlotte Antoinette d'Argout (° 1837 † 18 avril 1877), le comte d'Argenson épousa, le 16 février 1901 à Paris, avec Marguerite Elisabeth Lanjuinais (1879-1971), fille de Paul-Henri, 3e comte Lanjuinais (1834-1916), député du Morbihan, et de Marie Alexandrine de Boisgelin. Il en eut :
1. Béatrix de Voyer de Paulmy d'Argenson (1904-1933), mariée en 1928 avec Guy Thibaut de La Rochethulon (1896-1938), dont postérité ;
2. Marc Pierre Aurélien Jean Henri de Voyer de Paulmy d'Argenson (° 18 janvier 1906 † 25 décembre 1975), saint-Cyrien (1925-1927, promotion de Maroc et Syrie), chef de bataillon (e.r), exploitant agricole, auteur d'ouvrages de politique générale, Chevalier de la Légion d'honneur, marié en 1940 avec la princesse Odette de Polignac (1916-2012), dont postérité.

## Annexes

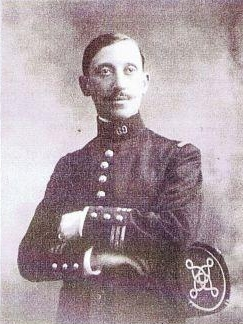
Pierre d'Argenson portant l'uniforme militaire.